# Дуайон, Лола
Лола Дуайо́н (фр. Lola Doillon; род. 9 января 1975, Шарантон-ле-Пон) — французская актриса, фотограф и режиссёр.

## Биография
Родилась в семье режиссёра Жака Дуайона и монтажера Ноэлль Буассон. У нее три единокровных сестры — Лу (1982 г.р.), Лили (ок. 1995 г.р.) и Лина Дуайон (ок. 2011 г.р.), и один сводный брат Лазарь (ок. 2017 г.р.).

## Карьера

### Актриса
С ранних лет была вхожа в мир кино, первую роль сыграла в фильме отца «Плачущая женщина» в 1979 году.

### Помощник
В фильме отца «Страдания молодого Вертера» (1993) была ассистентом оператора.
Выступала в роли первого помощника режиссёра в фильмах Ж. Дуайона «Младшие братья», «Прямо на запад», «Раджа» и в фильме «Испанка» Седрика Клапиша.

### Режиссёр
Сняв несколько короткометражек, в 2007 выпускает свой первый полнометражный фильм «Только любовь?».
В 2010 году выходит второй полнометражный фильм Дуайон — «В твоих руках» с Кристин Скотт Томас в главной роли.

## Личная жизнь
26 июля 2014 вышла замуж за Седрика Клапиша, с которым воспитывает сына Эмиля (2007 г.р.).